# PGC 8
PGC 8 je galaksija v ozvezdju Oktanta. Galaksija je v sistemu z galaksijama PGC 9 in PGC 11.